# Futro (zespół muzyczny)
Futro – polska grupa muzyczna łącząca muzykę elektroniczną z retro popem. Grupa powstała w 1999 roku w Warszawie, a założyli ją Wojciech Appel, Konrad Kucz (producenci) i Kasia Nowicka (wokalistka, autorka tekstów i melodii, znana też jako Novika).

## Historia
Kasia i Wojtek poznali się w Radiostacji, gdzie obydwoje byli DJ-ami. Konrad z Wojtkiem przyjaźnili się od dawna, tworząc również razem zespół Shlafrock. Działalność Futra zainicjował singel "Where Is The Love...", nagrany na konkurs Pepsi Faza, który znalazł się na płycie "Pepsi Fazy" dołączonej do "Machiny". Potem na składance "Niech Cię usłyszą" (wydanej przez Warner - Beat Traxx) znalazły się dwa utwory Futra. Po umieszczeniu remiksu "Where Is The Love..." oraz piosenki "Time To Let Go" na ścieżce dźwiękowej do filmu "Egoiści" Mariusza Trelińskiego, zespołem zainteresował się Paweł Jóźwicki z wytwórni Sissy Records, który zaproponował mu podpisanie kontraktu. W grudniu 2001 został wydany pierwszy singel Futra - "Lovebit", następnie w lutym 2002 kolejny, zatytułowany "Wyspy". Natomiast 18 marca 2002 ukazał się debiutancki longplay zespołu, pod tytułem "Futro", na którym znalazło się 12 utworów, śpiewanych głównie po angielsku. Wyjątkiem jest, wydany na singlu, utwór "Wyspy", w którym gościnnie słychać Fisza. Na krążku znalazł się także cover piosenki "New Pollution", z repertuaru Becka. Kolejna kompozycja to "Spacer po miłość", czyli polskojęzyczna wersja piosenki "Where Is The Love...".
Zespół pomógł w nagraniach debiutanckiej płyty aktorki znanej z serialu M jak miłość, Małgorzaty Kożuchowskiej. Płyta wydana została w 2006 roku i nosi tytuł "W futrze".

## Dyskografia
- Przed premierą debiutanckiego albumu:
  - Niech cię usłyszą: polska muzyka klubowa – składanka Machiny, zawierała dwa utwory Futra - "Where is the love? - Mechanix Remix" i "Unreal" – oraz utwór zespołu Shlafrock (wcześniejszy projekt Wojtka Appla i Konrada Kucza)
  - Egoiści – soundtrack do filmu o tym samym tytule, zawierał dwa utwory Futra - "Where is the love - Mechanix Remix" i "Time to let go"

- Album Futro
  - Singel Lovebit
  - Singel Wyspy
  - Singel The New Pollution
  - Singel Spacer po miłość...
- Singel Nic poza nami